# Nachterstedt
Nachterstedt je německá obec ve spolkové zemi Sasko-Anhaltsko ležící 50 kilometrů jihozápadně od Magdeburgu.
V blízkosti obce v minulosti probíhala intenzivní povrchová těžba hnědého uhlí. Bývalý uhelný lom byl po ukončení těžby zaplaven vodou a vzniklo zde rozsáhlé jezero Concordia.

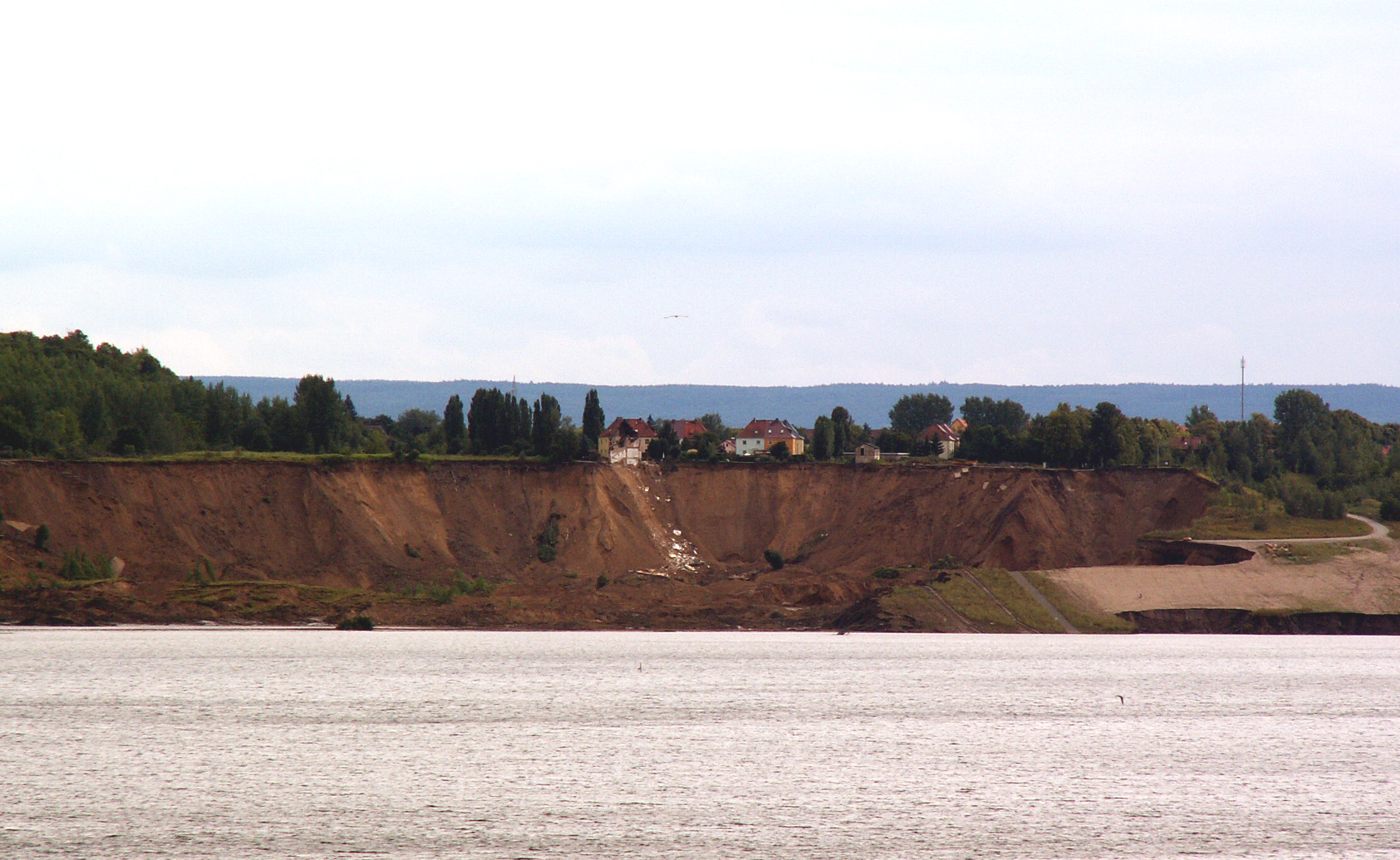
Sesunutý svah 18. 7. 2009

V červenci 2009 se v obci utrhl svah na jezerem podmáčený silným deštěm, přičemž areál v rozměrech 350 krát 120 metrů s dvěma domy a vyhlídkovou terasou byl stržen do jezera. Tří lidé jsou pohřešováni a z obavy před dalšími sesuvy bylo evakuováno dalších deset ohrožených domů.